# Plocaederus pisinnus
Plocaederus pisinnus är en skalbaggsart som först beskrevs av Martins och Monné 1975.  Plocaederus pisinnus ingår i släktet Plocaederus och familjen långhorningar.
Artens utbredningsområde är Paraguay. Inga underarter finns listade i Catalogue of Life.